# Mantidactylus alutus
Mantidactylus alutus (Peracca, 1893) è una rana della famiglia Mantellidae, endemica del Madagascar.

## Distribuzione e habitat
La specie è diffusa nel Madagascar centro-orientale, da Ambohitantely sino a Ranomafana.